# Electric Image Animation System
L'Electric Image Animation System (EIAS) est un package d'infographie tridimensionnelle publié par EIAS3D. Il fonctionne sur les plateformes macOS et Windows.

## Histoire
Electric Image, Inc. était à l'origine une société de production d'effets visuels. Elle a développé son propre logiciel d'animation et de rendu 3D pour Macintosh à partir de la fin des années 1980, baptisé Electric Image Animation System. 
Lorsque la société a décidé par la suite de proposer la vente de ses logiciels à d’autres sociétés, elle a rapidement gagné une base de clients qui a félicité les développeurs pour le moteur de rendu exceptionnellement rapide du logiciel et sa haute qualité d’image. Parce qu’il était capable d’obtenir une sortie de qualité film sur du matériel standard, ElectricImage était populaire dans les industries du film et de la télévision tout au long de la décennie. Rebel Unit de Industrial Light & Magic l'utilisait assez souvent et elle était utilisée par diverses sociétés de jeux. Bad Mojo, Bad Day on the Midway (en). Les entreprises de vente d’effets haut de gamme pouvaient se le permettre : Electric Image s’est initialement vendu 7 500 USD.
EIAS a été utilisé dans de nombreuses productions cinématographiques et télévisées : Piranha 3D, Alien Trespass, Pirates des Caraïbes : La Malédiction du Black Pearl, École paternelle, K-19 : Le Piège des profondeurs, Gangs of New York, Austin Powers dans Goldmember, Men in Black 2, La Mémoire dans la peau, En territoire ennemi, La Machine à explorer le temps, Explosion imminente, JAG - Épisode pilote, Spawn, Star Trek : Premier Contact, Star Trek : Insurrection, Galaxy Quest, Mission vers Mars, Austin Powers 2 : L'Espion qui m'a tirée, Star Wars, épisode I : La Menace fantôme Titan A.E., U-571, Dinosaure, Terminator 2 : Le Jugement dernier, Terminator 2: Judgment Day - Intro DVD, Livre de la jungle 2, Président américain, Sleepers, Édition spéciale Star Wars, Édition spéciale Empire Strikes Back, Retour du Jedi, Homme bicentenaire, Limite verticale, Elfe, Blade Trinity, et Lost In Space. Émissions de télévision : Revolution, Breaking Bad, Alcatraz, Pan AM, Toute la vérité, Perdu, Flash Forward, Fringe, Surface, Mauvaises herbes, Paisibles marguerites, The X-Files, Alias, Smallville, Star Trek: La nouvelle génération, Babylone 5, jeune Indiana Jones, Star Trek Voyager, Mists of Avalon, Star Trek Enterprise.